# DP golyószóró
A DP golyószóró (oroszul: ДП – Ручной пулемёт Дегтярёва пехотный) Vaszilij Gyegtyarjov által tervezett és a Vörös Hadseregben 1928-tól rendszeresített könnyű sorozatlövő fegyver (golyószóró). DP–27 típusjellel is jelölik, ahol a szám a fegyver rendszeresítésének évére utal. GRAU-kódja 56–Р–321. Az eredetileg a Moszin–Nagant-puskához 1891-ben készült és egyes fegyvereknél még ma is használatos 7,62×54 mm R lőszerrel tüzel. Harckocsiba és repülőgépbe épített változatait is gyártották.

## Története
A Vörös Hadsereg megalakulása után csak az első világháborúból megmaradt régi, elavult sorozatlövő fegyverekkel rendelkezett, ráadásul ezek többsége is külföldi gyártású volt, a pótalkatrész-ellátás akadozott. A szovjet hadvezetés az 1920-as évek közepén döntött arról, hogy a kiöregedő sorozatlövő fegyvereket hazai gyártásúakkal kell pótolni. A sorozatlövő fegyverre kiírt pályázatra Tokarev és Kolesznyikov is egy-egy, a régi Maxim-géppuskán alapuló konstrukciót készített el, míg Gyegtyarjov a DP egy korai változatával indult. A lőtéri próbák után Tokarev golyószóróját választották ki sorozatgyártásra, és 1925 májusában rendszeresítették a Vörös Hadseregben. Rövidesen kiderült azonban, hogy a fegyver túl nehéz, szerkezete bonyolult, összességében nem felelt meg a követelményeknek.
Gyegtyarjov a DP első terveit már 1923-ban elkészítette, majd a prototípus már 1924 októberében elkészült, amely azonban alulmaradt Tokarev fegyverével szemben. Akkor a lőtéri próbákon egy alkatrész törése miatt a DP szereplése sikertelen volt, de összességében a fegyver próbáit felügyelő állami bizottság előremutató konstrukciónak tartotta Gyegtyarjov golyószóróját. A Tokarev-féle golyószórók elégtelen teljesítménye miatt 1927-ben a szovjet hadvezetés inkább a DP golyószórót javasolta rendszerbe állítani.
A sorozatgyártás 1927 októberében indult meg Kovrovban gyors ütemben, egy év múlva már több mint 8000 darab volt a csapatoknál, 1937-re a gyártási darabszám már elérte a 95 000-t, míg a második világháború végéig összesen kb. 700 000 darab készült. A DP golyószóró a lövészalakulatok raj szintű fegyvere volt.
A finn–szovjet téli háború, majd a második világháború során nagyszámú DP golyószóró került a finn hadsereg birtokába, amelyeket „Emma” néven ismertek a finn katonák. A finn hadsereg a második világháború során kb. 9000 DP golyószórót használt, külön tárat is gyártottak hozzá.
A DT golyószórót 1944 augusztusáig gyártották, akkor jelent meg a modernizált változat DTM típusjellel. Ennél a változatnál növelték néhány kulcsfontosságú alkatrész (például a zár) élettartamát. A fegyver pisztolyszerű markolatot kapott, amely biztosabb fogást tett lehetővé.
A második világháború után a DP és DTM golyószórókat az RP–46 golyószóró váltotta fel.

## Szerkezeti kialakítása
Gázelvezetéses sorozatlövő fegyver, amelynél a zár működtetését a lőporgázok energiája biztosítja. A cső alatt kialakított hengerben hosszan mozgó gázdugattyú mozgatta a zárat tartalmazó zárkeretet. A zárat két retesz rögzítette, amelyeket a lövés során hátramozgó zárkeret nyitott. A tüzet egy hátsó zárakasztó vezérelte. Az elsütőbillentyű elhúzásával a zárakasztó nem gátolta a zár mozgását, míg felengedett állapotban a zárakasztó hátsó helyzetben rögzítette a zárat, így a fegyver működését megállította. A fegyvert a zár felhúzásával lehetett tűzkész állapotba hozni, ekkor a zár hátsó állapotában maradt. A fegyver automata tűzbiztosítóval rendelkezett. Ennek billentyűje a sátorvas mögött, a tus nyaki része alatt volt. Lövéskor, amikor a lövő keze megmarkolta a tusát, egyúttal a tűzbiztosítót is benyomva tartotta, így az elsütőbillenytű lenyomásával ki lehetett váltani a tüzet. A cserélhető fegyvercső léghűtésű volt. A cső végére, hogy ne vakítsa a kezelőt, kúpos lángrejtőt szereltek.
Kizárólag sorozatlövésre volt alkalmas. A harci tapasztalatok alapján 3–6 lövéses sorozatok esetén bizonyult a leghatékonyabbnak. Irányzéka 100 és 1500 m-es lőtávolság között volt állítható, 100 m-es osztásokkal.
A lőszert dobtárban helyezték el. Az első változatnál még 49 db lőszert fogadott be a tár, de a dobtár megbízhatóságának növelése érdekében a későbbi változatoknál 47 db-ra csökkentették a tárkapacitást. A meglehetősen nehéz tár tömege üresen 1,6 kg, töltve 2,7 kg volt.

## Előnyei és hátrányai
Az egyszerű szerkezetű, olcsón gyártható és az üzemeltetés során igénytelen DP hatékony fegyvernek bizonyult a harcok során. Nagyon jól tűrte a szennyeződéseket, egyesek szerint jobban működött piszkosan, mint tisztán. A DP legfőbb hátránya a kétlábú állványa volt, amely könnyen eltört, valamint a csupán 47 lőszert befogadó tár, amely kis tárkapacitása miatt gyakori cserét igényelt, ez idő alatt pedig más fegyverek fedezettüzét igényelte. Az alacsony gyakorlati tűzgyorsaság egyetlen pozitív hatása a cső ritkább túlmelegedése.

## Típusváltozatok
- DPM – a DP modernizált változata (1944)
- DA – repülőgép-fedélzeti változat (Дегтярёва авиационный, ДА), 1928-ban készült el
- DT és DTM – Harcjárműbe építhető változat (Дегтярёва танковый, ДТ és ДТМ), amelyet Spagin 1929-ben alakított ki a DP típusból. Tárkapacitása 63 db volt.
- RP–46 – hevederes változat (1946-tól; Kínában "58-as típus" néven gyártották)